# Casa di William H. Burton
La Casa di William H. Burton è una storica residenza di Waterloo nella contea di Seneca nello Stato di New York.
Ospita il museo nazionale del Memorial Day.

## Storia
L'edificio, eretto negli anni 1830, presentava originariamente uno stile federale. Verso il 1870 la residenza venne modificata assumendo lo stile italianeggiante che ancor oggi la caratterizza.
La proprietà venne comperata nel 1965 dalla società bibliotecaria e storica di Waterloo per ospitarvi le collezioni e i memorabilia legati alla celebrazione del primo Memorial Day, avvenuta a Waterloo nel 1866.
L'edificio venne inserito nel registro nazionale dei luoghi storici il 14 giugno 1996.

## Descrizione
L'edificio è composto da un corpo di fabbrica principale elevato su due piani e da due ali laterali maggiormente rientranti rispetto al corpo centrale. La facciata rivolta verso la strada, quindi, presenta tre aperture per livello ed è preceduta da un porticato in ferro battuto. Il corpo principale è coperto da un tetto a padiglione culminante in una torretta a cupola.